# 斯普林沃特 (紐約州普查規定居民點)
斯普林沃特（英語：Springwater）是位於美國紐約州利文斯頓縣的普查規定居民點。

## 人口
根據2020年美國人口普查的數據，斯普林沃特的面積為3.45平方千米，皆為陸地。當地共有人口518人，而人口密度為每平方千米150.14人。